# Rebecca Creskoff
Rebecca Creskoff (Filadelfia, 1º febbraio 1971) è un'attrice statunitense.

## Carriera
Dopo essersi laureata presso l'università della Pennsylvania, Rebecca Creskoff frequenta il programma di recitazione dell'università di New York. L'attrice debutta nel cinema nel 1998 nel film Finding North, partecipando nello stesso anno come guest star di un episodio delle serie televisive Law & Order e West Wing - Tutti gli uomini del Presidente.
Nel 2000 viene scelta per interpretare il personaggio della dottoressa Jeannie Reynolds nel serial The Practice - Professione avvocati e quello di Elizabeth Tiant in Greetings from Tucson. Nel 2002 diventa la protagonista di Give Me Five al fianco di Andy Richter, che va in onda sino al 2003. In seguito l'attrice ha lavorato anche in Girlfriends, Terminator: The Sarah Connor Chronicles e Navy NCIS Unità anticrimine. Ha recitato anche nella serie televisiva di Disney Channel Jonas L.A..

## Filmografia parziale

### Cinema
- Echo Valley, regia di Michael Pearce (2025)

### Televisione
- Law & Order - I due volti della giustizia (Law & Order) – serie TV, episodi 9x09-20x13 (1998-2010)
- Law & Order - Unità vittime speciali (Law & Order: Special Victims Unit) – serie TV, episodi 1x01-20x12 (1999-2019)
- Greetings from Tucson – serie TV, 22 episodi (2002-2003)
- Give Me Five (Quintuplets) – serie TV, 22 episodi (2004-2005)
- Girlfriends – serie TV, 6 episodi (2005-2006)
- Mad Men – serie TV, episodi 1x06-1x11-7x08 (2007-2015)
- Jonas L.A. – serie TV, 5 episodi (2009-2010)
- Hung - Ragazzo squillo (Hung) – serie TV, 28 episodi (2009-2011)
- Desperate Housewives – serie TV, episodio 7x03 (2010)
- Justified – serie TV, episodi 2x07-2x08-2x09 (2011)
- Bates Motel – serie TV, 5 episodi (2014)
- Single Parents – serie TV, 4 episodi (2018-2020)
- Claws – serie TV, 9 episodi (2019)
- Elsbeth – serie TV, episodio 1x03 (2024)

## Doppiatrici italiane
Nelle versioni in italiano delle opere in cui ha recitato, Rebecca Creskoff è stata doppiata da:
- Claudia Catani in Jonas L.A., Hung - Ragazzo squillo
- Tiziana Avarista in Give Me Five
- Valeria Perilli in Mad Men (st. 1)
- Alessandra Cassioli in Mad Men (ep. 7x08)
- Irene Di Valmo in Desperate Housewives
- Laura Romano in Justified
- Sabrina Duranti in Bates Motel
- Laura Nicolò in Single Parents
- Francesca Zavaglia in Elsbeth